# 富施爾湖

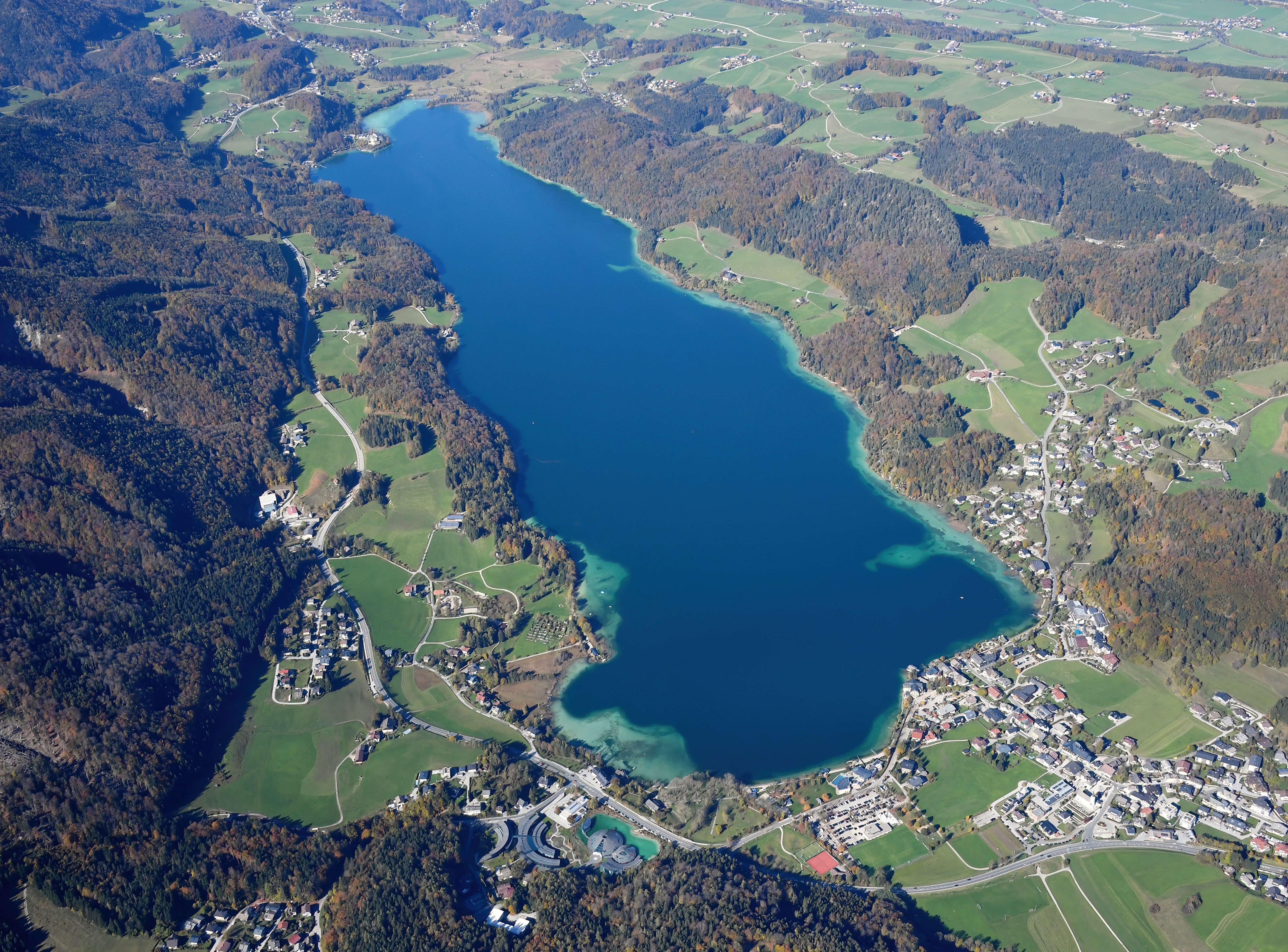

富施爾湖是奧地利的湖泊，位於薩爾茨卡默古特，長4.1公里、寬0.9公里，面積2.7平方公里，集水區面積29平方公里，海拔高度664米，最大水深66米，蓄水量1億立方米。
47°48′10″N 13°16′20″E / 47.80278°N 13.27222°E